# Krstarenje "Hispaniolom"
Krstarenje je epizoda Malog rendžera (Kita Telera) obavljena u izdanju Lunov magnus stripa br. 310. Izašla je u bivšoj Jugoslaviji 23. juna 1978. godine u izdanju Dnevnika iz Novog Sada. Cela sveska je imala 130 stranica, a sama epizoda 107. Nakon glavne priče objavljen je vestren pod nazivom "Bezimeni". Zajedno sa nastavkom, LMS-311: Ostrvo delfina, ova priča čini celokupnu epizodu. Cena je bila 10 dinara (oko 1 DEM). Korice su reprodukcija originalnih korica, koje je nacrtao Franko Doneteli 1975. godine.

## Originalna epizoda
Epizoda je originalno objavljena u Italiji pod nazivom La crociera dell' "Hispaniola", br. 144. u izdanju Bonneli Comics u novembru 1975. godine. Epizodu je nacrtala Lina Bufolente, a scenario napisao Dečo Kancio.

## Kratak sadržaj
Kit i Frenki stižu u Korpus Kristi i odmah se upute ka farmi Nejt Armstronga, njenog vlasnika. Kit pokazuje Armstrongu pismo sekretara Saveznog biroa u Vašingtonu, iz sedišta teksaških rendžera. Armstrong im tada otkriva da već 20 godina radi za tajnu vojnu službu i da za njih dvojicu ima specijalan zadatak. Oni treba da se predstave kao obični kauboji zaposleni kod Armstronga i da otprate stoku, koja treba brodom da se prebaci na drugo mesto.  Međutim, noć pre polazak Armstrong strada nesrećnim slučajem u uličnoj pucnjavi, ostavljajući Kita i Frenkija bez preciznih uputstava o daljem planu. Sutradan oni odvode stoku do luke, nadajući se da će ih tamo neko pokupiti. Skoro ceo dan čekaju, dok se naposletku ne pojavljuje kauboj Varik sa grupom crnaca i brodom “Hispaniola”. On ih ukrcava i kreće sa njima ka odredištu.  Na brodu, Kit primećuje neobično veliki broj crnaca, svi podjednako uniformisani, što mu pobuđuje sumnju. Tokom noći, dok pokušava da prošeta po palubi, jedan od crnaca mu naređuje da se vrati u podpalublje. Nakon kraće rasprave sa Varikom i posadom, Kit se povlači, ali mu sve to deluje čudno.  Posle nekoliko dana “Hispaniola” stiže do ostrva Nueva, gde isporučuju stokau. Kit i Frenki su smešteni u obližnje selo, dok se na vrhu brda nalazi tvrđava. Kit odlučuje da istraži šta se zaista dešava. U međuvremenu, Varik dobija naređenje od čoveka kojeg naziva "Vođa" da ubije Kita i Frenkija. Sa grupom naoružanih crnaca dolazi u njihovu štalu s namerom da ih likvidira, ali Kit i Frenki su već spremni – uspevaju da ih savladaju i beže.  Varik diže uzbunu, nakon čega veća grupa ljudi kreće u poteru za njima, ali bezuspešno. Kit se krišom penje do utvrđenja, neprimetno ulazi unutra i pronalazi prostoriju u kojoj se nalazi Vođa. Ulazi u kancelariju, ali zatiče je praznu. Na zidu primećuje ogromnu kartu Meksičkog zaliva sa obeleženim ratnim brodovima. Tada shvata da je u pitanju zavera protiv Amerike – neko prati kretanje američke ratne flote. Ubrzo se u kancelariju vraćaju Vođa, njegova žena i Varik. Sakriven u velikoj škrinji, Kit prisluškuje njihov razgovor. Saznaje da Vođa planira da izvede nešto što će “izazvati šok širom sveta”, a potom da se vrati u Meksiko, gde će mu biti priređen trijumfalni doček. Planira da svoju ženu zaspe dragocenostima. Kit uspeva neopaženo da napusti utvrđenje i vraća se Frenkiju. Od jedne meštanke iz sela saznaju gde se nalazi pomorska baza i kreću tamo. Stižu do baze neprimećeni i prenoće u svetioniku. Ali sledećeg jutra, Frenki ugleda bazen ograđen bodljikavom žicom. Kit odlazi da pregleda kuću pored bazena. Frenki seda pored bazena i čuje kako mu nepoznati glas kaže "Zdravo". Nakon što se nekoliko puta okrene, ne vidi nikoga iza sebe.

## Mesto dešavanja
Radnja se dešava u lučkom gradu Korpus Kristi, koji je posle 1870. godine postao važna tačka za stočarske iseljenike sa ravnica južnog Teksasa. Nakon Građanskog rata, zahvaljujući rastu stočarske industrije, grad je doživeo pravi procvat. U provom izdanju ove epizode, ime ovog grada nije pomenuto.

## Prethodna i naredna sveska Kita Telera u LMS
Prethodna sveska sveska Kita Telera u LMS nosila je naslov Jezero svetlosti (LMS-307), a naredna Ostrvo delfina (LMS-311).

## Repriza ove epizode
Epizoda je u Srbiji prvi put reprizirana u LMS-1046, koji je izašao 11. februara 2025. pod originalnim nazivom Krstarenje "Hispaniolom". Cena sveske bila je 370 dinara (3,16 €).